# Folkets demokratiska parti Tadzjikistan
Folkets demokratiska parti Tadzjikistan (tadzjikiska: Ҳизби халқии демократии Тоҷикистон: Hizbi chalqii demokratii Totjikiston; ryska: Народная демократическая партия Таджикистана) är ett politiskt parti i Tadzjikistan. Det är för närvarande landets ledande parti, och även landets största, därför också det så kallade "maktpartiet". Partiledare sedan april 1998 är Tadzjikistans president Emomaly Rahmon.
I senaste valet 2015 fick partiet 51 platser av 63 i Tadzjikistans parlament. Valet ansågs dock inte av utländska bedömare att vara fritt och rättvist.